# André Jarrot
André Jarrot est un homme politique français, après avoir été pilote de moto, né le 13 décembre 1909 à Lux (Saône-et-Loire) et décédé le 21 avril 2000 à Chalon-sur-Saône (Saône-et-Loire). Il est Compagnon de la Libération par décret du 16 juin 1944.

## Le mécanicien et pilote motocycliste
Passionné de mécanique, inventif et sportif, André Jarrot participe à de nombreuses compétitions motocyclistes : courses de vitesse, d'endurance et tentatives de records. En 1937, il est champion de France de vitesse en catégorie 500 cm3. L'année suivante, en association avec son ami Georges Monneret, le célèbre « Jojo la Moto », il bat un record du monde sur 24 heures (1938). André Jarrot garde toute sa vie cette passion pour la mécanique et le sport. Motard et mécanicien « collectionneur », il est également un des précurseurs de la motorisation électrique.
Palmarès :
- Champion de France 500 de vitesse en 1937
- Recordman du monde des 24 heures en 1938, associé à son ami Georges Monneret.

## De la Résistance à la vie politique
Fait prisonnier en juin 1940 dans la ville auvergnate de Pont-du-Château, il s'évade, rejoint la Saône-et-Loire et entre aussitôt en résistance. Au sein du réseau Ali-France, il organise des passages en zone libre. Évadé par l'Espagne fin 1942, il s'engage au sein des Forces françaises libres et est affecté au BCRA. Parachuté dans le Puy-de-Dôme en août 1943, il effectue différentes opérations avant de rentrer en Grande-Bretagne. Parachuté en Saône-et-Loire en novembre 1943, il effectue de nombreuses missions de sabotage et rentre en Angleterre via l'Espagne. Parachuté pour la troisième fois en France début juillet 1944, André Jarrot est nommé Délégué militaire de Saône-et-Loire et prend en charge l'organisation des maquis avec lesquels il assure la libération de la région.
Il entame ensuite une carrière politique: responsable du RPF en 1947, membre fondateur de l'UNR en 1958, puis finalement Ministre de la Qualité de la vie sous le gouvernement Jacques Chirac (1) (1974-1976). Parallèlement, il exerce plusieurs mandats d'élu au niveau parlementaire comme local.
En Saône-et-Loire, il est par ailleurs maire de Montceau-les-Mines durant plus de 20 ans. En 2014, sa fille Marie-Claude Jarrot est élue au second tour face au maire socialiste sortant Didier Mathus, faisant basculer la ville à droite. Il avait épousé Odette Boulanger (1922-2011).
Ses deux frères sont déportés. L'un revient en France très malade, l'autre meurt en 1945 en baie de Lübeck lors du naufrage du paquebot Cap Arcona.

## Ses fonctions politiques

### Vie politique nationale
- Responsable du RPF en 1947, puis fondateur de l'UNR en 1958
- Ministre de la Qualité de la vie du gouvernement Jacques Chirac (1) (du 28 mai 1974 au 12 janvier 1976)

### Mandats parlementaires
- Député (UNR, puis UDR) de Saône-et-Loire (1958-1974)
- Député (RPR) de Saône-et-Loire (1978-1981, 1986)
- Sénateur (RPR) de Saône-et-Loire (1986-1995)
- Membre du Parlement européen (1962-1974)

### Mandats locaux
- Maire de Lux de 1953 à 1965
- Maire de Montceau-les-Mines de 1965 à 1986
- Président de la Communauté urbaine Creusot-Montceau de 1970 à 1977
- Conseiller général de Saône-et-Loire de 1967 à 1979 (Canton de Chalon-sur-Saône-Sud) et de 1984 à 1992 (Canton de Montceau-les-Mines-Nord)

## Hommages
- Son nom est gravé sur le « Mur de la Résistance » érigé à Sennecey-le-Grand.
- André Jarrot a son nom sur le mémorial commémoratif des douze compagnons de la Libération originaires de Saône-et-Loire inauguré le 16 octobre 2021 à Buxy[3].

## Distinctions
- Grand officier de la Légion d'honneur
- Compagnon de la Libération par décret du 16 juin 1944[4]
- Croix de guerre 1939–1945 (3 palmes)
- Médaille des évadés
- Insigne des blessés militaires
- Médaille commémorative des services volontaires dans la France libre
- Military medal  (GB)
- Distinguished Conduct Medal (GB)
- King's Medal for Courage in the Cause of Freedom (GB)
- Médaille de la Liberté (USA)
- Officier de l'ordre de Léopold (Belgique)
- Croix de guerre (Belgique)
- Médaille de la Résistance polonaise en France